# Holtug Kridtbrud
Holtug Kridtbrud este o arie protejată (arie specială de conservare — SAC, sit de importanță comunitară — SCI) din Danemarca întinsă pe o suprafață de 5 ha, integral pe uscat.

## Localizare
Centrul sitului Holtug Kridtbrud este situat la coordonatele 55°20′30″N 12°26′48″E / 55.341667°N 12.446667°E.

## Înființare
Situl Holtug Kridtbrud a fost declarat sit de importanță comunitară în mai 1998 pentru a proteja 1 specie de animale. Situl a fost protejat și ca arie specială de conservare în decembrie 2011.

## Biodiversitate
Situată în ecoregiunea continentală, aria protejată conține 2 habitate naturale: Pajiști uscate seminaturale și facies de acoperire cu tufișuri pe substraturi calcaroase (Festuco-Brometalia) (* situri importante pentru orhidee), Ape puternic oligomezotrofe cu vegetație bentonică cu Chara spp..
La baza desemnării sitului se află o specie protejată de  amfibieni: triton cu creastă (Triturus cristatus).